# Phreatia jayaweerae
Phreatia jayaweerae är en orkidéart som beskrevs av Paul Ormerod. Phreatia jayaweerae ingår i släktet Phreatia och familjen orkidéer.
Artens utbredningsområde är Sri Lanka. Inga underarter finns listade i Catalogue of Life.